# Bundera tengchihugh
Bundera tengchihugh är en insektsart som beskrevs av Huang 1992. Bundera tengchihugh ingår i släktet Bundera och familjen dvärgstritar. Inga underarter finns listade i Catalogue of Life.